# Ben Halls Gap National Park
Ben Halls Gap National Park är en park i Australien. Den ligger i delstaten New South Wales, i den sydöstra delen av landet, omkring 250 kilometer norr om delstatshuvudstaden Sydney.
Runt Ben Halls Gap National Park är det mycket glesbefolkat, med 2 invånare per kvadratkilometer.. Närmaste större samhälle är Nundle, omkring 19 kilometer nordväst om Ben Halls Gap National Park.
I omgivningarna runt Ben Halls Gap National Park växer i huvudsak städsegrön lövskog. Genomsnittlig årsnederbörd är 1 277 millimeter. Den regnigaste månaden är februari, med i genomsnitt 228 mm nederbörd, och den torraste är oktober, med 30 mm nederbörd.